# Vinos de Madrid

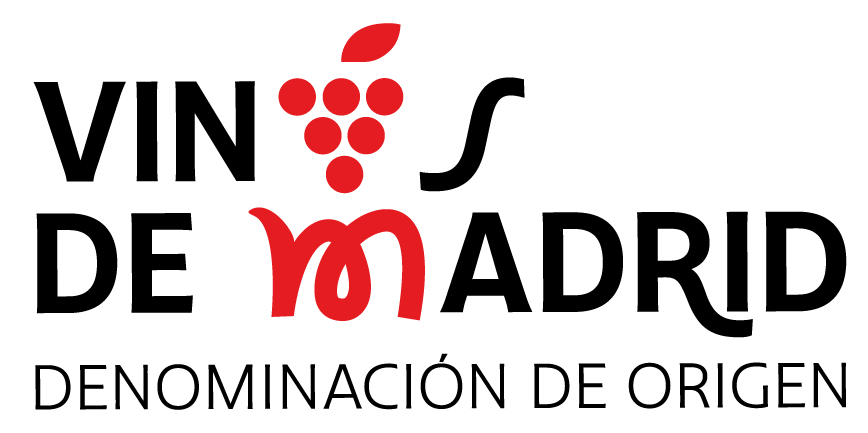
Logotipo de la D.O. Vinos de Madrid

Vinos de Madrid es una denominación de origen protegida (DOP) establecida en 1990 y con sede en Madrid (España). Certifica que éstos vinos han sido elaborados en la región de la Comunidad de Madrid (España) y que han pasado los controles de calidad oportunos. El consejo encargado para establecer y vigilar estos controles de calidad es el Consejo Regulador de la Denominación de Origen "Vinos de Madrid". Asimismo, este Consejo es el encargado de la promoción de la calidad de estos vinos.
Cuatro son las subzonas vitivinícolas amparadas a la Denominación de Origen "Vinos de Madrid"; la subzona "Arganda del Rey", la subzona "Navalcarnero" la subzona "San Martín de Valdeiglesias" y la subzona El Molar. En total son más de 5.898 hectáreas de viñedo pertenecientes a 54 municipios del sur de la Comunidad de Madrid, siendo la subzona de "Arganda del Rey", situada en el sureste madrileño, la que más municipios comprende y la de mayor producción.
La mayoría de la producción se centra en tintos jóvenes y rosados (subzona de Navalcarnero) y blancos, alguno de estos excelente para crianza (especialmente los de la subzona de Arganda). Existen, no obstante, tintos de Crianza, algún espumoso y los característicos sobremadre.
Es una denominación de origen muy joven, pero todas las bodegas que la componen están haciendo esfuerzo en crear vinos de calidad y cada día producen mejores vinos.
Esta DOP obtuvo su registro ante la Unión Europea el 15 de noviembre de 1996. También cuenta con registro ante la Organización Mundial de la Propiedad Intelectual desde 22 de junio de 2021.

## Entorno
Los suelos varían de pardos sobre base de granito en la subzona de San Martín de Valdeiglesias, a pobres en nutrientes, sin carbonatos y sobre base de arcilla en la subzona zona de Navalcarnero. El terreno se encuentra entre los 522 y 800 m s. n. m.
El clima es continental con temperaturas extremas que van de los -8 °C de mínima en invierno a los 41 °C de máxima en verano. La pluviometría oscila entre los 461 y los 658 mm., siendo las precipitaciones más frecuentes en primavera y en otoño.

## Uvas
Las variedades tradicionales autorizadas inicialmente por el Consejo Regulador de la D.O. Vinos de Madrid en el Reglamento aprobado en 1990 fueron las siguientes:
- Variedades tintas: Tempranillo (también conocida como Tinto Fino o Cencibel) y Garnacha tinta.
- Variedades blancas: Malvar, Airén y Albillo.

En el año 1996 se modificó el Reglamento autorizándose las siguientes variedades nuevas:
- Variedades tintas: Merlot y Cabernet Sauvignon.
- Variedades blancas: Viura (también conocida como Macabeo), Parellada y Torrontés.

Finalmente, el Reglamento volvió a modificarse en el año 2004, para autorizar dos variedades nuevas:
- Variedades tintas: Syrah.
- Variedades blancas: Moscatel de grano menudo.

Las variedades consideradas preferentes en cada una de las subzonas son las siguientes:
| Variedades Preferentes | Subzona de Arganda | Subzona de Navalcarnero | Subzona de San Martín de Valdeiglesias |
| ---------------------- | ------------------ | ----------------------- | -------------------------------------- |
| Tinta                  | Tempranillo        | Garnacha tinta          | Garnacha tinta                         |
| Blanca                 | Malvar             | Malvar                  | Albillo                                |

## Tipos de vino

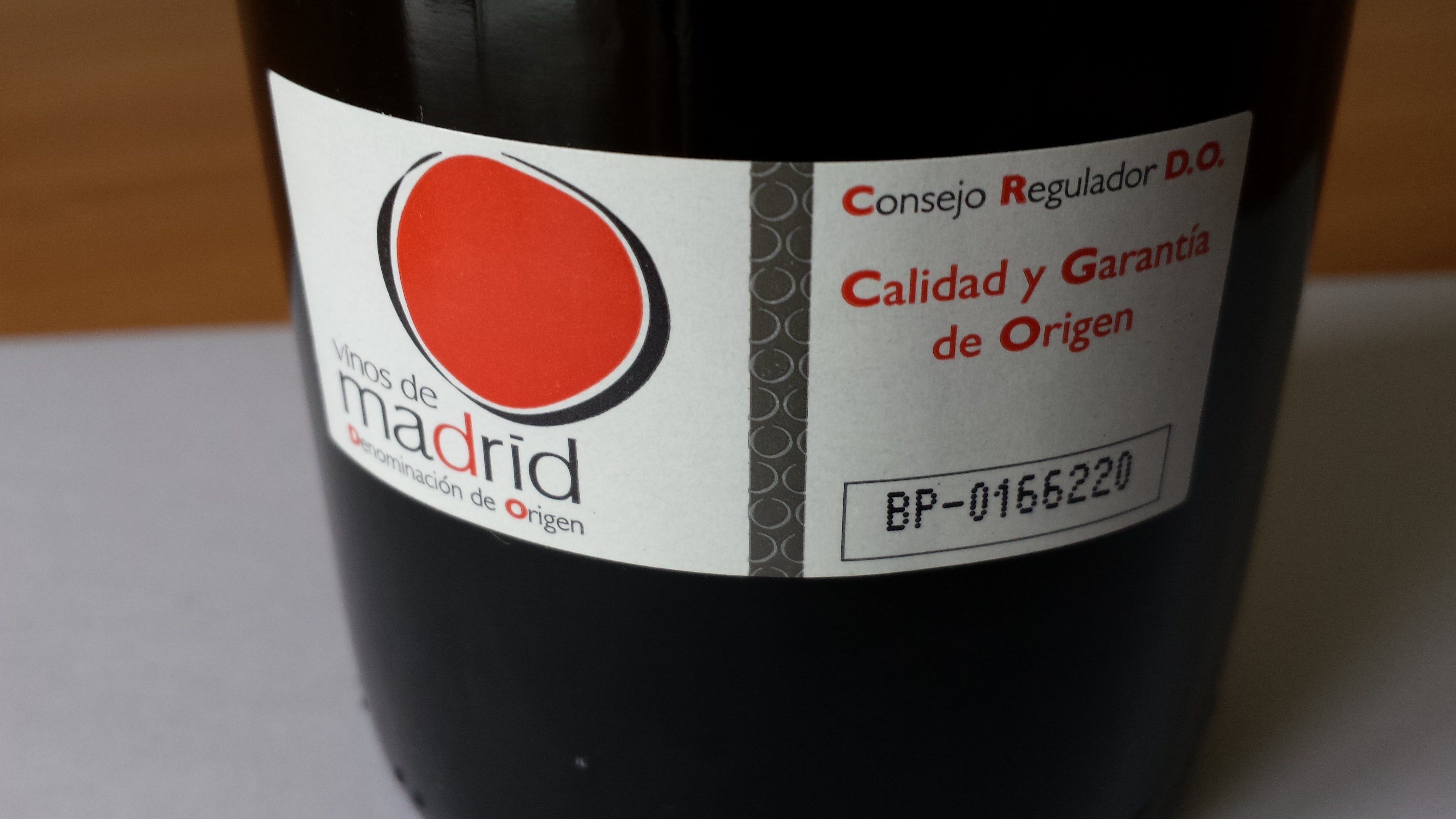
Etiqueta de la DO Vinos de Madrid.

Los tipos de vino autorizados inicialmente por el Consejo Regulador de la D.O. Vinos de Madrid en el Reglamento aprobado en 1990 fueron: tintos, blancos y rosados.
En el año 1996, el Reglamento fue modificado y se incluyó también el vino espumoso y la posibilidad de mencionar la indicación de «sobremadre» en la etiqueta de los vinos tintos y blancos que contengan gas carbónico, procedente de la propia fermentación de los mostos con sus madres como consecuencia de su proceso de elaboración.
Los vinos espumosos deben ser elaborados a partir de vinos blancos o rosados siguiendo el método tradicional. Las únicas variedades permitidas en su elaboración son:
- Variedades tintas: Tempranillo y Garnacha tinta.
- Variedades blancas: Malvar, Albillo, Torrontés, Viura y Parellada.

El porcentaje de variedades de uva en los diferentes tipos de vino es,:
- Vinos tintos: Deben tener un porcentaje mínimo de un 85 % de las variedades Tempranillo, Garnacha tinta, Merlot, Cabernet Sauvignon y Syrah.
- Vinos rosados: Deben tener un porcentaje mínimo de un 60 % de las variedades Tempranillo y/o Garnacha tinta.
- Vinos blancos: Deben tener un porcentaje mínimo de un 60 % de las variedades Malvar y/o Albillo.
- Vinos espumosos blancos: Deben tener un porcentaje mínimo del 50 % de las variedades Malvar y/o Albillo.
- Vinos espumosos rosados: Deben tener un porcentaje mínimo del 50 % de las variedades Tempranillo y/o Garnacha tinta.

## Envejecimiento de los vinos
Según la última modificación del Reglamento del año 2004, los vinos de la D.O. Vinos de Madrid pueden utilizar las siguientes indicaciones en sus etiquetas dependiendo del tiempo mínimo con el que el vino ha sido envejecido (considerando tanto su crianza en barrica de roble como el posterior envejecimiento en botella):
- Crianza:
  - Vinos tintos, blancos y rosados: El periodo de crianza en barrica de roble y el posterior envejecimiento en botella tiene que ser como mínimo de dos años. El tiempo mínimo que debe permanecer en barrica es de seis meses, al que seguirá el envejecimiento en botella hasta completar los dos años.

- Reserva:
  - Vinos tintos: El periodo de crianza en barrica de roble y botella tiene que ser como mínimo de tres años, con un tiempo mínimo de permanencia en barrica de roble de un año.
  - Vinos blancos y rosados: El tiempo total entre crianza en barrica de roble y botella tiene que ser como mínimo de dos años, con una duración mínima de crianza en barrica de roble de seis meses.

- Gran Reserva:
  - Vinos tintos: El envejecimiento en barrica debe ser como mínimo de dos años, seguido de un envejecimiento en botella de tres años, también como mínimo.
  - Vinos blancos y rosados: El envejecimiento en barrica de roble y en botella debe ser, como mínimo, de cuatro años. La crianza en barrica de roble debe ser de seis meses como mínimo.

El Reglamento contiene además las siguientes puntualizaciones:
- La crianza y el envejecimiento de los vinos debe realizarse en las bodegas inscritas en el Registro de Bodegas de Crianza que estarán situadas solo en los términos municipales que integran la zona de producción (ver los municipios más abajo).
- El inicio del cómputo del periodo de crianza de los vinos en barrica no podrá contabilizarse antes del día 1 de diciembre del año de la cosecha.
- La barrica de roble debe tener una capacidad de 225 litros aproximadamente (la denominada barrica bordelesa).
- Las indicaciones de Reserva y Gran Reserva se utilizarán solo para «los vinos de añadas concretas que hayan adquirido una armonía en el conjunto de sus cualidades organolépticas y una riqueza aromática destacada, como consecuencia de un proceso de crianza y envejecimiento».

Al vino que no ha recibido crianza en barrica o la ha recibido pero durante un tiempo inferior al mínimo legal para poder ser considerado como crianza, se le llama vino joven. De hecho, hoy en día, muchas bodegas realizan una crianza corta de sus vinos tintos de entre 2 y 6 meses en barrica antes de su embotellado, que al no cumplir el tiempo mínimo requerido se consideran vinos jóvenes. A estos vinos se les suele describir con nombres como semicrianza, joven con barrica o tinto roble, aunque como no son denominaciones amparadas por el Reglamento, no suelen aparecer en las etiquetas.
A pesar de que el Reglamento acepta las menciones de Crianza, Reserva y Gran Reserva para los vinos blancos y rosados, en la práctica estos vinos son inexistentes en la actualidad (2010). Por otra parte, los tintos Gran Reserva se reducen a unos pocos casos.
En cuanto a los vinos espumosos, el proceso de crianza hasta el degüelle deberá tener una duración mínima de nueve meses y en cuanto a los vinos con sobremadre, el tiempo máximo de permanencia de las madres con el vino en ningún caso debe de ser superior a ciento ochenta días.

## Producción permitida
El Reglamento establece los siguientes límites en la producción,,,:
- La densidad de plantación puede oscilar entre 900 y 4.000 cepas/Ha, dependiendo de los terrenos, variedades y sistemas de formación.
- La formación de las cepas debe realizarse en vaso o en espaldera, con una carga máxima de 16 yemas productivas por cepa, siendo el máximo permitido de 36.000 yemas/ha.
- La producción máxima admitida será de:
  - 8.000 Kg/Ha para las variedades Malvar, Airén, Viura, Parellada y Torrontés.
  - 7.000 Kg/Ha para las variedades Tempranillo, Garnacha tinta, Cabernet Sauvignon, Merlot, Syrah, Albillo y Moscatel de grano menudo.

En determinadas campañas, este límite podrá modificarse en un máximo de un 25% si lo aprueba el Consejo Regulador.

## Parámetros químicos
Según el Reglamento, el grado alcohólico adquirido mínimo según el tipo de vino en cada una de las subzonas es:
| Grado alcohólico adquirido mínimo | Subzona de Arganda | Subzona de Navalcarnero | Subzona de San Martín de Valdeiglesias |
| --------------------------------- | ------------------ | ----------------------- | -------------------------------------- |
| Tintos                            | 11,5               | 12,0                    | 12,0                                   |
| Blancos                           | 10,0               | 11,0                    | 11,0                                   |
| Rosados                           | 11,0               | 11,5                    | 11,5                                   |
| Espumosos                         | 11,5               | 11,5                    | 11,5                                   |

En cuanto a las características de acidez que deben presentar los vinos, tenemos los siguientes parámetros:
| Acidez                                            | Acidez volátil (en ácido acético) | Acidez total (en ácido tartárico) |
| ------------------------------------------------- | --------------------------------- | --------------------------------- |
| Vinos de campaña (Tintos, blancos y rosados)      | inferior a 0,80 g/l               | no inferior a 4,5 g/l             |
| Vinos de más de 1 año (Tintos, blancos y rosados) | no superior a 1 g/l               | no inferior a 4,5 g/l             |
| Espumosos                                         | inferior a 0,6 g/l                | no inferior a 5 g/l               |
| Vinos con «Sobremadre»                            | inferior a 0,80 g/l               | no inferior a 5 g/l               |

Los límites máximos de anhídrido sulfuroso que podrán tener los vinos son:
- Si el contenido de azúcares residual es inferior a 5 g/l:
  - Vinos tintos: 150 mg/l
  - Vinos blancos y rosados: 180 mg/l
- Si el contenido de azúcares residual es igual o superior a 5 g/l:
  - Vinos tintos: 200 mg/l
  - Vinos blancos y rosados: 250 mg/l

En los vinos espumosos, la cantidad máxima de sacarosa que puede ser fermentada es de 25 gramos por litro de vino base.

## Calificación de añadas
A continuación se muestran las calificaciones de las cosechas otorgadas por el Consejo Regulador de la D.O. Vinos de Madrid. Se incluyen los años 1987-1989 en los que existió la "Denominación Específica Vinos de Madrid", que fue aprobada por el Ministerio de Agricultura de España en marzo de 1986 y que fue la precursora de la actual Denominación de Origen.
| - 1987 Muy buena - 1988 Regular - 1989 Buena - 1990 Buena - 1991 Buena - 1992 Buena - 1993 Muy buena - 1994 Muy buena - 1995 Muy buena - 1996 Buena | - 1997 Buena - 1998 Muy buena - 1999 Muy buena - 2000 Muy buena - 2001 Excelente - 2002 Buena - 2003 Muy buena - 2004 Muy buena - 2005 Muy buena - 2006 Muy buena | - 2007 Muy buena - 2008 Buena - 2009 Muy buena - 2010 Excelente - 2011 Muy buena - 2012 Buena - 2013 Buena - 2014 Excelente - 2015 Muy buena - 2016 Excelente | - 2017 Muy buena - 2018 Muy buena - 2017 Muy buena - 2018 Muy buena - 2019 Muy buena - 2020 Muy buena - 2021 Muy buena - 2022 Muy buena - 2023 Muy buena |

## Localidades que integran la D.O.P. Vinos de Madrid

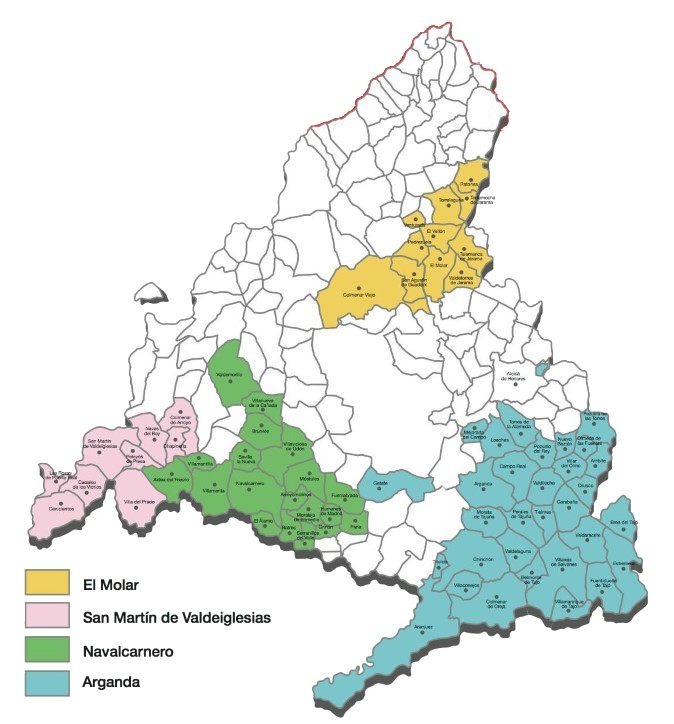
Denominación de Origen Protegida Vinos de Madrid, subzonas vinícolas

Los términos municipales englobados en la D.O.P. Vinos de Madrid, desglosados por subzonas son los siguientes:,
- Subzona de Arganda: Ambite, Aranjuez, Arganda del Rey, Belmonte de Tajo, Brea de Tajo, Campo Real, Carabaña, Colmenar de Oreja, Chinchón, finca "El Encín" de Alcalá de Henares, Estremera, Fuentidueña de Tajo, Getafe, Loeches, Mejorada del Campo, Morata de Tajuña, Nuevo Baztán, Olmeda de las Fuentes, Orusco, Perales de Tajuña, Pezuela de las Torres, Pozuelo del Rey, Tielmes, Titulcia, Torres de la Alameda, Valdaracete, Valdelaguna, Valdilecha, Villaconejos, Villamanrique de Tajo, Villar del Olmo y Villarejo de Salvanés.
- Subzona de El Molar: Colmenar Viejo, El Molar, El Vellón, Patones de Arriba, Pedrezuela, San Agustín de Guadalix, Talamanca del Jarama, Torrelaguna, Torremocha de Jarama, Valdetorres de Jarama y Venturada.
- Subzona de Navalcarnero: El Álamo, Aldea del Fresno, Arroyomolinos, Batres, Brunete, Fuenlabrada, Griñón, Humanes de Madrid, Moraleja de Enmedio, Móstoles, Navalcarnero, Parla, Serranillos del Valle, Sevilla la Nueva, Valdemorillo, Villamanta, Villamantilla, Villanueva de la Cañada y Villaviciosa de Odón.
- Subzona de San Martín de Valdeiglesias: Cadalso de los Vidrios, Cenicientos, Colmenar del Arroyo, Chapinería, Navas del Rey, Pelayos de la Presa, Rozas de Puerto Real, San Martín de Valdeiglesias y Villa del Prado.

## Bodegas
El número de bodegas inscritas en el Consejo Regulador en el año 2025 asciende a 42, que se distribuyen de la siguiente manera: 28 en la subzona de Arganda, 7 en la subzona de Navalcarnero y 11 en la subzona de San Martín de Valdeiglesias

## Normativa
- Orden de 19 de noviembre de 1990 por la que se ratifica el Reglamento de la Denominación de Origen «Vinos de Madrid» y de su Consejo Regulador. (BOE 12-12-1990)[8]

- Orden de 13 de septiembre de 1996 por la que se ratifica el Reglamento de la Denominación de Origen «Vinos de Madrid» y de su Consejo Regulador. (BOE 28-9-1996)[9]

- Orden de 30 de mayo de 2001 por la que se ratifica la modificación del Reglamento de la Denominación de Origen "Vinos de Madrid" y de su Consejo Regulador. (BOE 13-6-2001)[12]

- Orden APA/815/2004, de 12 de marzo, por la que se dispone la publicación de la modificación del Reglamento de la Denominación de Origen "Vinos de Madrid" y de su Consejo Regulador.. (BOE 30-03-2004)[10]

- Orden de 7 de marzo de 1983 por la que se reconoce con carácter provisional las denominaciones específicas de Arganda, Navalcarnero y San Martín de Valdeiglesias para los vinos de estas comarcas vitícolas de la provincia de Madrid.. (BOE 21-4-1983)[17]

- Orden de 18 de marzo, por la que se aprueba el Reglamento de la Denominación Específica «Vinos de Madrid» y de su Consejo Regulador.. (BOE 24-5-1986)[18]

- Real Decreto 1244 /2008, de 18 de julio, por el que se regula el potencial de producción vitícola. (BOE 19-07-2008)[19]